# Jérôme Roussillon
Jérôme Roussillon (Sarcelles, 6 de janeiro de 1993) é um futebolista profissional guadalupense nascido na França que atua como lateral esquerdo.

## Carreira
Jérôme Roussillon começou a carreira no Sochaux.